# In the Crossfire
«In the Crossfire» es una canción de rock escrita por la banda Starsailor que trata sobre el sufrimiento de la gente que ha vivido la Guerra en Irak. La canción dice "I hear them screaming on the radio, it's getting louder in the crossfire, trying to find some hope from the ashes of their broken homes (Los escucho gritar en la radio, se hace más fuerte en la zona de fuego, tratando de encontrar alguna esperanza en las cenizas de sus casas destruidas)
Esta es la primera canción política de la banda la cual denuncia la alianza del entonces primer ministro Tony Blair con el presidente George W. Bush (I don't see myself when I look at the flag) (No me veo a mi cuando miro la bandera ) durante la guerra en Irak. La canción llegó a ocupar el puesto #22 en los charts del Reino Unido.
In the Crossfire muestra un lado más maduro y un sonido más pesado en Starsailor, único comparándolo con lo que hasta entonces habían hecho. Notablemente, marca un distanciamiento entre el sonido de otras bandas de "britpop" en especial de Coldplay.

## Video musical
"In the Crossfire" fue dirigido por Paul Gore y muestra a la banda tocando en una estación ferroviaria en desuso de Londres creando una atmósfera seria con esto. La banda se encuentra encerrada dentro de un invernadero en casi la mayor parte del video hasta que finalmente rompen los vidrios con el sonido de las guitarras. Este es el video más oscuro en su carrera el cual acentúa el sonido pesado que presentarían al mundo con el lanzamiento de su tercer álbum On the Outside.

## Lista de canciones

### CD, 7"
1. «In the Crossfire»
2. «Always»

### DVD
1. «In the Crossfire» (video)
2. «Four to the Floor» (live at Somerset House - video)
3. «In the Crossfire» (audio)
4. «Empty Streets» (audio)

## Posicionamiento
| País         | Lista               | Posición |
| ------------ | ------------------- | -------- |
| Países Bajos | Mega Single Top 100 | 91       |
| Reino Unido  | UK Singles Chart    | 22       |